# Bundessozialgericht

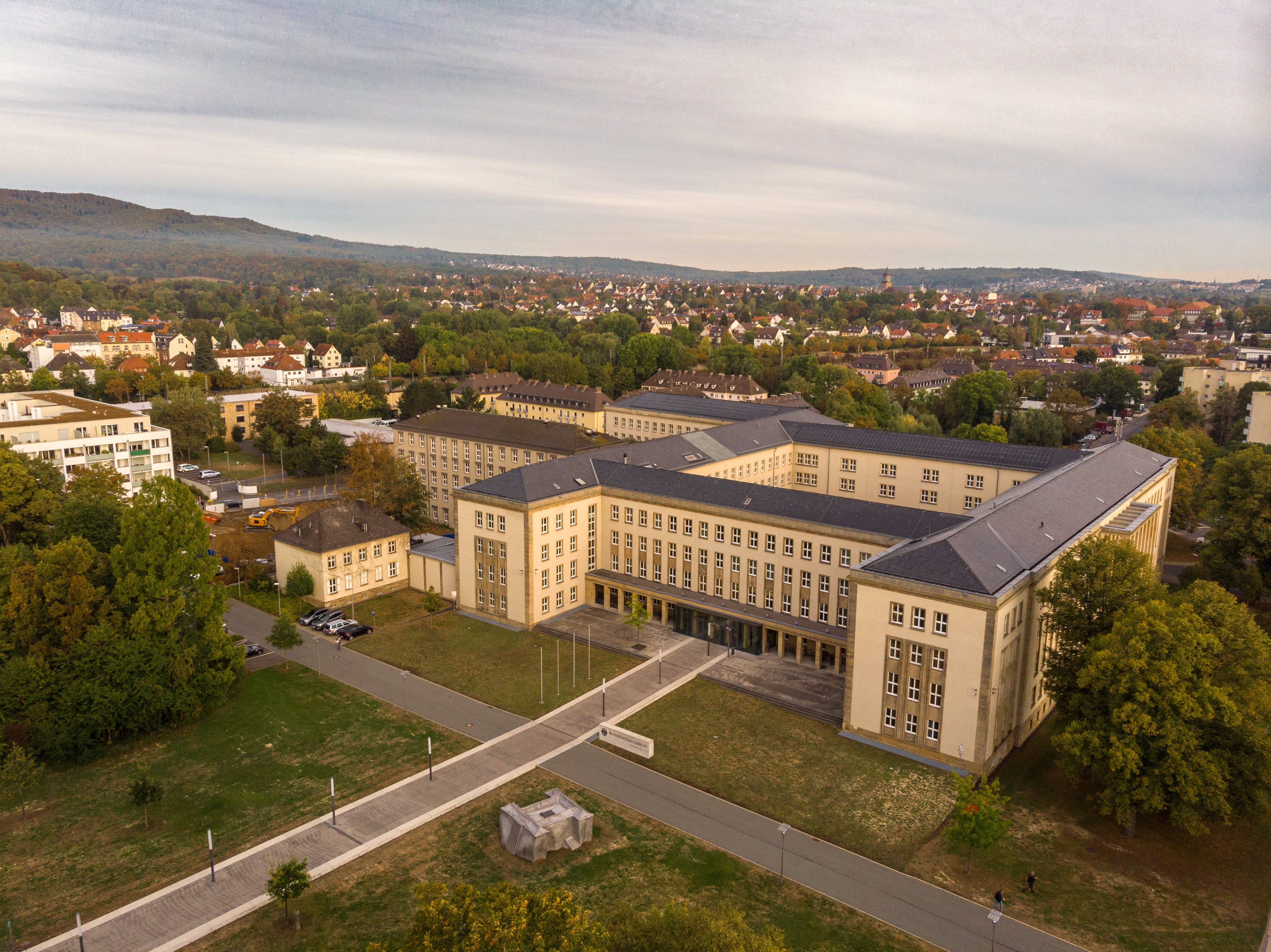
Bundessozialgericht in Kassel (2018)

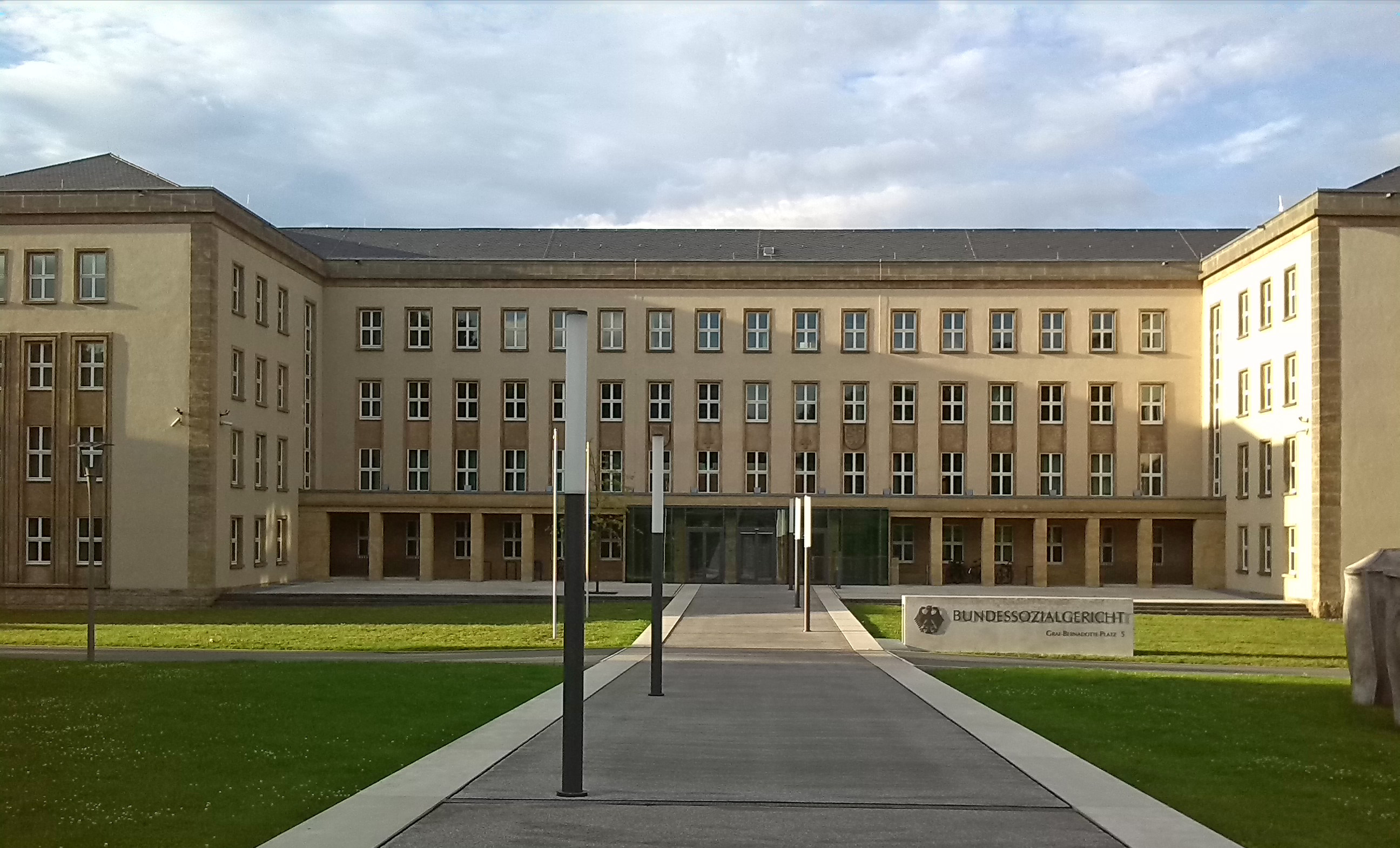
Neuer Haupteingang von Süden

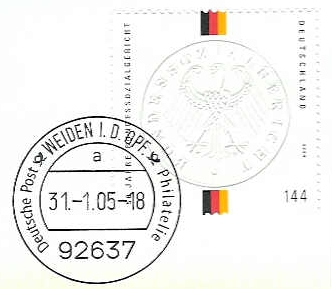
Briefmarke anlässlich des 50-jährigen Bestehens

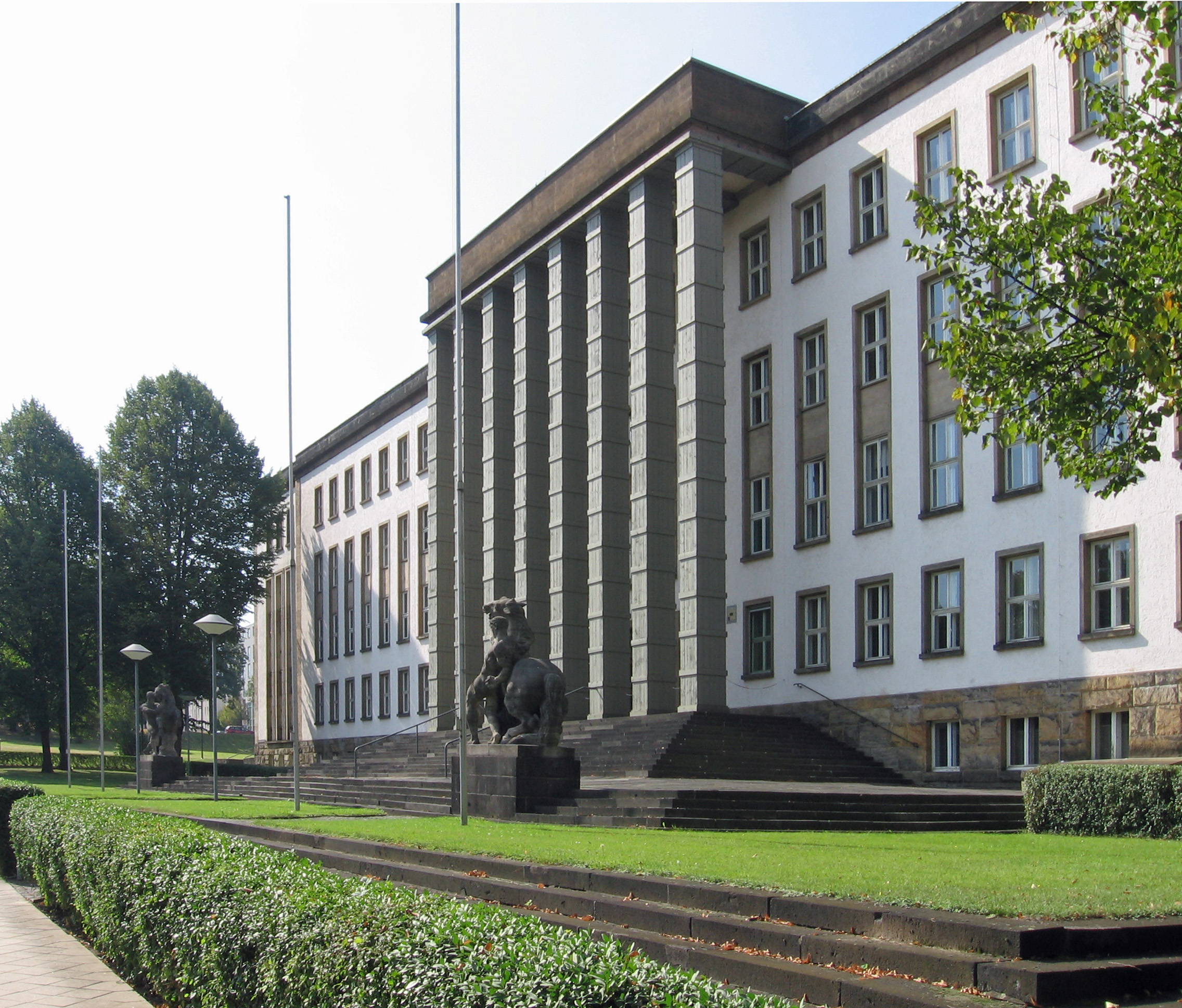
Ostseite, früherer Haupteingang

Das Bundessozialgericht (BSG) ist das oberste Gericht der Sozialgerichtsbarkeit in Deutschland und gehört mit Bundesarbeitsgericht, Bundesfinanzhof, Bundesgerichtshof und Bundesverwaltungsgericht zu den fünf obersten Gerichtshöfen des Bundes. Es sitzt in Kassel (§ 38 Abs. 1 SGG).
Als Behörde ist das Bundessozialgericht – wie das Bundesarbeitsgericht – dem Ressort des Bundesministeriums für Arbeit und Soziales unterstellt und unterliegt dessen allgemeiner Dienstaufsicht. In seiner Tätigkeit als Gericht ist es jedoch unabhängig.

## Geschichte
Das Bundessozialgericht wurde auf Grundlage von Artikel 95 des Grundgesetzes und § 38 des Sozialgerichtsgesetzes (SGG vom 3. September 1953) errichtet und am 11. September 1954 eröffnet. Die erste öffentliche Sitzung fand am 23. März 1955 statt.
Auf Grundlage des Sozialgerichtsgesetzes von 1953 waren auch die Sozialgerichte und die Landessozialgerichte errichtet worden.

## Aufgaben
Als Revisionsgericht entscheidet das Bundessozialgericht nur über Rechtsfragen. Anders als die Sozialgerichte und die Landessozialgerichte trifft es keine Tatsachenfeststellungen. Es entscheidet über Revisionen gegen Urteile der Landessozialgerichte und – wenn die Revision nicht zugelassen wurde – über Nichtzulassungsbeschwerden. Hat das erstinstanzlich zuständige Sozialgericht die Sprungrevision zugelassen und sind die Beteiligten einverstanden, überprüft das BSG in selteneren Fällen auch Urteile der Sozialgerichte.
Daneben ist das BSG erst- und letztinstanzlich zuständig für Streitigkeiten nichtverfassungsrechtlicher Art zwischen dem Bund und den Ländern oder zwischen verschiedenen Ländern in Angelegenheiten der Sozialversicherung und den anderen der Sozialgerichtsbarkeit zugewiesenen Rechtsstreitigkeiten.

## Gerichtsorganisation und Spruchkörper
Die Spruchkörper des Bundessozialgerichts heißen Senate. Sie sind jeweils mit drei Berufsrichtern und zwei ehrenamtlichen Richtern besetzt. Seit Januar 2022 bestehen 12 Fachsenate, denen durch einen jährlichen Geschäftsverteilungsplan bestimmte Angelegenheiten übertragen werden. Der Frauenanteil unter den Berufsrichtern lag im September 2024 mit 21 von 42 Personen bei 50 Prozent.
Nach § 41 SGG wird außerdem (wie bei allen obersten Bundesgerichten) ein Großer Senat gebildet, der entscheidet, wenn ein Fachsenat ihn in einer Grundsatzfrage anruft, und wenn ein Senat von der Entscheidung eines anderen Senats abweichen will. Der Große Senat besteht aus dem Präsidenten des BSG, dem Vizepräsidenten und den weiteren vorsitzenden Richtern der Senate, außerdem mindestens sechs ehrenamtlichen Richtern.
Seit dem 1. Januar 2025 ist die Geschäftsverteilung wie folgt (Zuständigkeiten vereinfacht dargestellt). Mit Wirkung zum 25. Juli 2025 wurde der Geschäftsverteilungsplan aktualisiert.
1. Senat: gesetzliche Krankenversicherung
Vorsitzender Martin Estelmann
Beisitzerin Ursula Waßer
Beisitzer Bernhard Joachim Scholz
Beisitzer Frank Bockholdt
Beisitzerin Claudia Matthäus
2. Senat: gesetzliche Unfallversicherung; Rechtsschutz bei überlangen Gerichtsverfahren (soweit sie sich auf Verfahren des 9. und 10. Senats beziehen)
Vorsitzende Elke Roos
Beisitzer Carsten Karmanski
Beisitzerin Bettina Karl
Beisitzer Andreas Wahl
3. Senat: gesetzliche Krankenversicherung betreffend Hilfsmittel und nichtärztliche Leistungserbringung; Künstlersozialversicherung; Pflegeversicherung
Vorsitzender Thomas Flint
Beisitzerin Nicola Behrend
Beisitzerin Petra Knorr
4. Senat: Grundsicherung für Arbeitsuchende (zusammen mit dem 7. Senat)
Vorsitzender Christine Fuchsloch (Präsidentin)
Beisitzer Christian Mecke
Beisitzer Björn Harich
Beisitzer Christian Burkiczak
5. Senat: gesetzliche Rentenversicherung; Alterssicherung der Landwirte
Vorsitzender Jens Kaltenstein
Beisitzerin Anne Körner
Beisitzerin Miriam Hannes
Beisitzerin Julia Hahn
Beisitzer Markos Uyanik
6. Senat: Vertragsarzt- und -zahnarztrecht
Vorsitzende Dagmar Oppermann
Beisitzer Olaf Rademacker
Beisitzerin Katrin Just
Beisitzerin Andrea Loose
6a. Senat: Versicherungsrechtliche Fragen
Vorsitzende Dagmar Oppermann
Beisitzer Olaf Rademacker
Beisitzerin Katrin Just
Beisitzerin Andrea Loose
7. Senat: Grundsicherung für Arbeitsuchende (zusammen mit dem 4. Senat); Kinderzuschlag
Vorsitzende Sabine Knickrehm
Beisitzerin Jutta Siefert
Beisitzer Uwe Söhngen
Beisitzerin Judit Neumann
8. Senat: Sozialhilfe; Asylbewerberleistungsgesetz
Vorsitzende Karen Krauß
Beisitzer Steffen Luik
Beisitzer Paul-Gerhard Stäbler
9. Senat: Soziales Entschädigungsrecht und Schwerbehindertenrecht; Blindengeld und Blindenhilfe
Vorsitzender Dirk Bieresborn
Beisitzer Hartwig Othmer
Beisitzer Matthias Röhl
Beisitzer Benjamin Schmidt
10. Senat: Bundeserziehungsgeldgesetz; Bundeselterngeld- und Elternzeitgesetz; Kindergeldrecht; Rechtsschutz bei überlangen Gerichtsverfahren (zusammen mit dem 2. Senat)
Vorsitzender Dirk Bieresborn
Beisitzer Hartwig Othmer
Beisitzer Matthias Röhl
Beisitzer Benjamin Schmidt
11. Senat: Arbeitslosenversicherung und übrige Aufgaben der Bundesagentur für Arbeit
Vorsitzende Sabine Knickrehm
Beisitzerin Jutta Siefert
Beisitzer Uwe Söhngen
Beisitzerin Judit Neumann
12. Senat: Beitrags- und Mitgliedschaftsrecht der Krankenversicherung, der Pflegeversicherung, der Rentenversicherung und der Arbeitslosenversicherung
Vorsitzender Andreas Heinz (Vizepräsident des BSG)
Beisitzer Jürgen Beck
Beisitzerin Ingrid Bergner
Beisitzerin Christiane Padé
Beisitzerin Barbara Geiger

## Präsidenten und Vizepräsidenten
| Nr. | Name (Lebensdaten)            | Beginn der Amtszeit | Ende der Amtszeit  |
| --- | ----------------------------- | ------------------- | ------------------ |
| 1   | Joseph Schneider (1900–1986)  | 20. Juli 1954       | 31. Oktober 1968   |
| 2   | Georg Wannagat (1916–2006)    | 28. Januar 1969     | 30. Juni 1984      |
| 3   | Heinrich Reiter (1930–2022)   | 1. Juli 1984        | 31. August 1995    |
| 4   | Matthias von Wulffen (* 1942) | 1. September 1995   | 31. Dezember 2007  |
| 5   | Peter Masuch (* 1951)         | 1. Januar 2008      | 30. September 2016 |
| 6   | Rainer Schlegel (* 1958)      | 1. Oktober 2016     | 29. Februar 2024   |
| 7   | Christine Fuchsloch (* 1964)  | 1. März 2024        |                    |

| Nr. | Name (Lebensdaten)              | Beginn der Amtszeit  | Ende der Amtszeit  |
| --- | ------------------------------- | -------------------- | ------------------ |
| 1   | Franz Krause (1889–1984)        | 20. Juli 1954        | 31. März 1957      |
| 2   | Gustav Brockhoff (1895–1967)    | 1. April 1957        | 30. Juni 1963      |
| 3   | Fritz Berndt (1897–1991)        | 1. Juli 1963         | 30. April 1965     |
| 4   | Walter Bogs (1899–1991)         | 1. Mai 1965          | 30. April 1967     |
| 5   | Paul Weiß (1899–?)              | 1. Mai 1967          | 31. Oktober 1967   |
| 6   | Kurt Brackmann (1912–1992)      | 1. November 1967 (2) | 31. Mai 1980       |
| 7   | Erwin Brocke (1921–2004)        | 28. August 1980      | 31. Januar 1988    |
| 8   | Otto Ernst Krasney (1932–2022)  | 1. Februar 1988      | 31. Dezember 1997  |
| 9   | Ingeborg Wolff (* 1938)         | 1. Januar 1998       | 31. Juli 2003      |
| 10  | Ruth Wetzel-Steinwedel (* 1948) | 27. August 2003      | 31. August 2013    |
| 11  | Rainer Schlegel (* 1958)        | 9. Juli 2014         | 30. September 2016 |
| 12  | Thomas Voelzke (* 1956)         | 20. Juni 2017        | 30. November 2021  |
| 13  | Miriam Meßling (* 1973)         | 17. Januar 2022      | 14. April 2023     |
| 14  | Andreas Heinz (* 1963)          | 24. August 2023      |                    |

## Gebäude

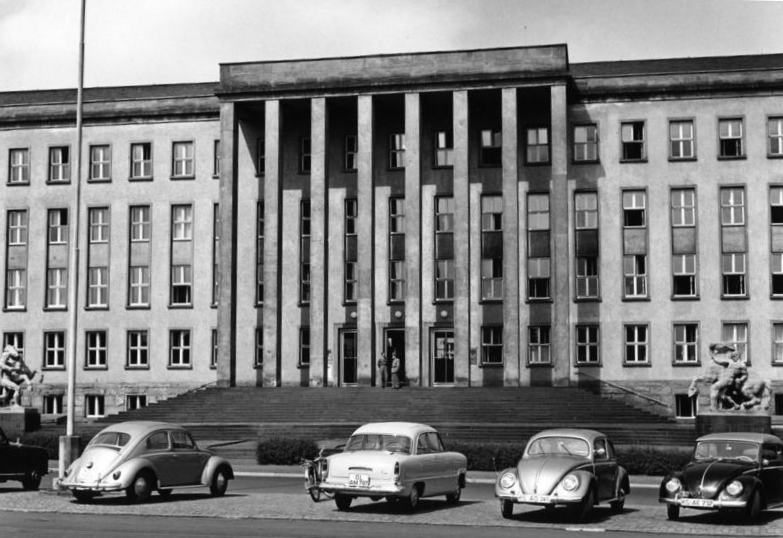
Das Gebäude 1958

Das neoklassizistische Gebäude am Graf-Bernadotte-Platz wurde ab 1936 nach Plänen von Ernst Wendel als Dienstgebäude für das Wehrkreiskommando IX errichtet und am 11. Mai 1938 eingeweiht. Der Bau mit dem repräsentativen Portikus ist monumental ausgeführt und enthält mit dem Ehrenhof und der Fahnenhalle typische Elemente der öffentlichen Architektur im Nationalsozialismus. Vor dem Haus befinden sich zwei Rossebändiger-Skulpturen von Joseph Wackerle. 1943 wurde Christine Brückner im Wehrkreiskommando IX dienstverpflichtet.
Als Kassel als Bundeshauptstadt der Bundesrepublik in Betracht kam, sollte in dem Gebäude das Parlament und das Kanzleramt eingerichtet werden. Dazu kam es nicht, jedoch erhielt die frühere Residenzstadt Kassel zwei Bundesgerichte, die in diesem Gebäude untergebracht wurden.
Nach der deutschen Wiedervereinigung wurde das Bundesarbeitsgericht nach Erfurt verlegt, sodass seit 1999 nur noch das Bundessozialgericht in dem Gebäude untergebracht ist. 2008–2009 wurde das Gebäude unter Leitung des Architekturbüros Junk & Reich saniert. Dabei wurde der Eingangsbereich nach Süden zur Wilhelmshöher Allee hin verlegt und ein neuer Sitzungssaal im Innenhof errichtet, um die Machtarchitektur des Nationalsozialismus zu brechen und den Sitzungssaal transparent zu gestalten.
Im Volksmund wird das Gebäude nach wie vor als „Generalkommando“ bezeichnet. Es ist heute ein Kulturdenkmal des Landes Hessen.

## Gerichtsbibliothek
Das Bundessozialgericht verfügt seit seiner Gründung über eine sozialrechtliche Fachbibliothek mit circa 206.000 Bänden bis Ende 2020, darunter circa 260 laufende Loseblattwerke, circa 536 laufende Periodika und circa 600 Satzungen der Sozialversicherungsträger. Als Teil des wissenschaftlichen Dienstes steht sie allen Gerichtsangehörigen zur Verfügung. Darüber hinaus können auch Externe die Bibliothek im Rahmen der Benutzungsordnung nutzen.

## Amtstracht
Die Amtstracht für die Richter und die Urkundsbeamten am Bundessozialgericht wurde mit der Anordnung des Bundespräsidenten über die Amtstracht bei dem Bundesarbeitsgericht und bei dem Bundessozialgericht festgelegt.
Sie besteht aus einer Amtsrobe und einem Barett. Zur karmesinroten Amtsrobe wird eine breite weiße Halsbinde mit herabhängenden Enden getragen, ausgenommen Urkundsbeamte, die eine einfache weiße Halsbinde tragen. Der Besatz an der Amtsrobe und am Barett ist abhängig von der Funktion. Für Richter ist der Besatz aus Seide. Für das Urkundspersonal ist der Besatz aus Wollstoff. Am Barett trägt der Präsident des Bundessozialgerichts drei Schnüre in Gold, der Vorsitzende Richter am Bundessozialgericht zwei Schnüre in Gold und der Richter am Bundessozialgericht zwei karmesinrote Schnüre. Die Halsbinde und das Barett werden allerdings nur selten getragen.

## Weiches Haus

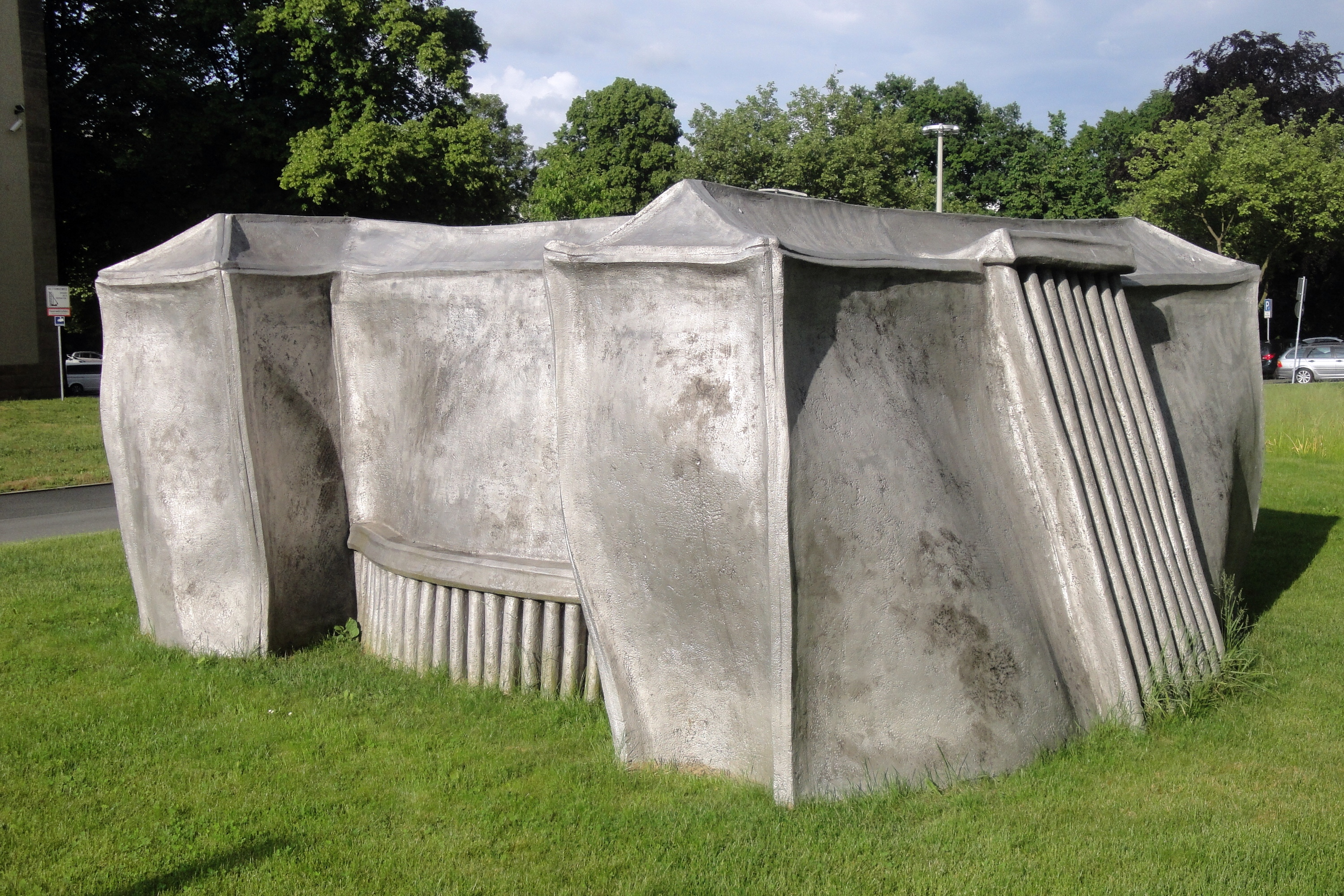
Weiches Haus (2016)

Anlässlich der Sanierung des Gerichtsgebäudes 2008–2009 wurde EU-weit ein zweistufiger Kunst-am-Bau-Wettbewerb ausgelobt. Bei 249 Teilnehmern wurde das Werk der Münchner Künstlerin Gabriele Obermaier ausgewählt, realisiert und aufgestellt. Unter dem Titel „Weiches Haus“ stellt es verkleinert und entfremdet das Gerichtsgebäude dar. Es ist ein Aluminiumguss in den Maßen 660 × 530 × 280 Zentimeter und steht etwa 40 Meter entfernt auf der Wiese vor dem neuen südlichen Haupteingang. Die Trutzigkeit und Strenge des Baus geraten ins Wanken. Die Pfeiler verlieren ihre Starre und Symbolik. Nach der Verlegung des Haupteingangs bei der Sanierung von der monumentalen Ostseite auf die schlichte Südseite nennt Martin Seidel das Weiche Haus die „nochmalige, diesmal künstlerische ‚Entnazifizierung‘ des Gebäudes“.